# Foire de Poussay

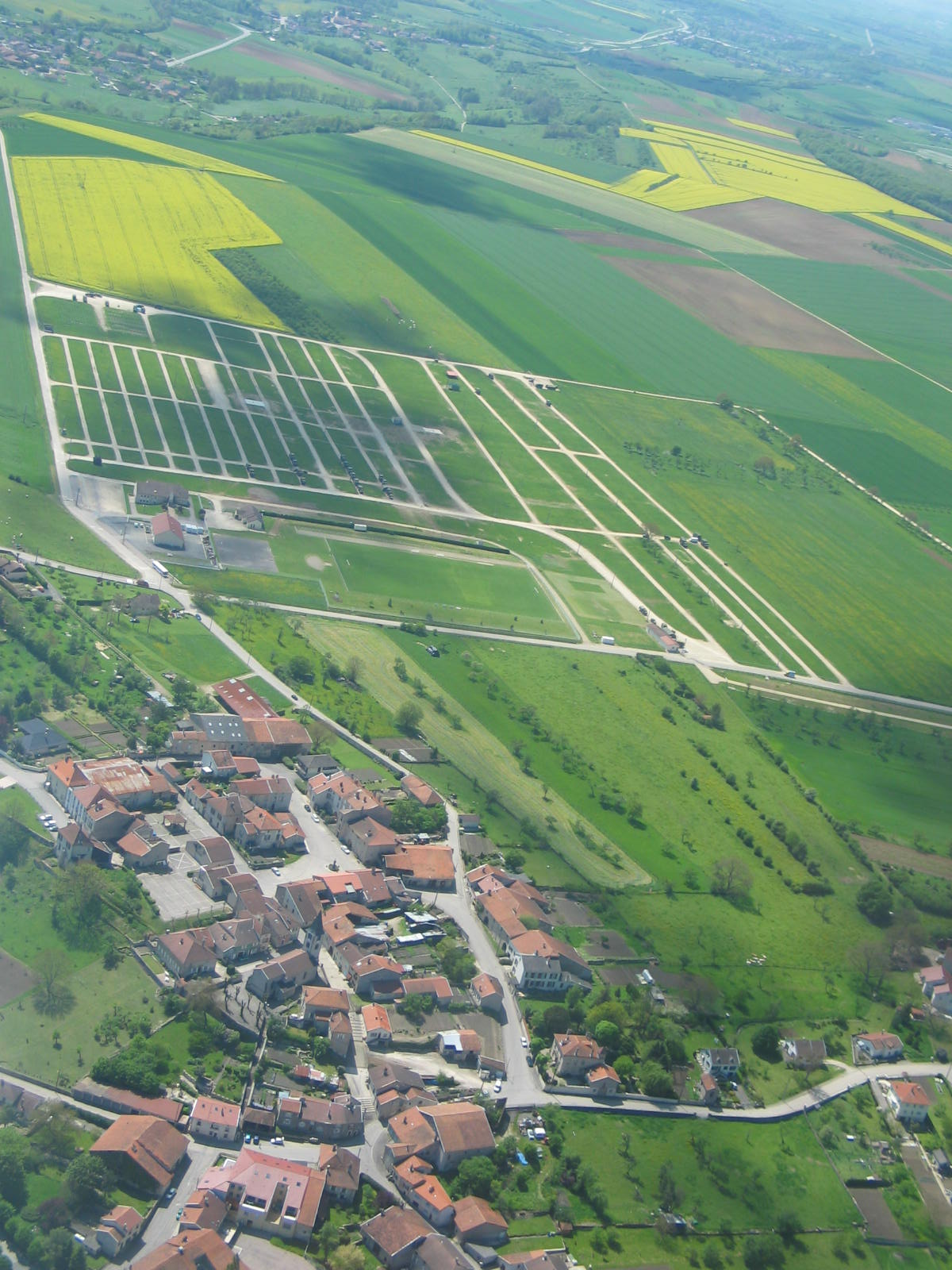
Le village de Poussay et son champ de foire

La foire de Poussay est une très ancienne foire agricole annuelle se déroulant sur la commune de Poussay dans les Vosges. On fait remonter traditionnellement son origine à une ordonnance de 1598 signée du duc Charles III de Lorraine, bien que l'existence d'une foire à Poussay soit attestée auparavant. Elle se déroule chaque année le weekend le plus proche du 23 octobre, et regroupe 1 200 exposants sur un champ de foire de 22 hectares accueillant environ 150 000 visiteurs par an. La foire comprend un célèbre marché aux bestiaux, un marché de matériel agricole, une braderie commerciale et une fête foraine. C'est la troisième foire agricole de France après celles de Beaucroissant (38) et de Lessay (50), et la plus importante braderie du Grand-Est.

## Historique de la foire

### Origines
La référence officielle sur les origines de la foire de Poussay est une ordonnance du duc Charles III de Lorraine de 1598 qui indique :
« Il a esté permis une foire audict Poursas de laquelle ledict prévost de Mirecourt a la garde qui se tient tous les ans le lendemain des festes St Jude et St Simon (...)». La foire se tenait donc alors le 29 octobre, lendemain de la Saint-Jude et Saint-Simon, et c'est sur la base de cette ordonnance que l'édition 2015 est présentée comme la 417e,.
L'existence d'une foire à Poussay est cependant plus ancienne, comme le montre l'ordonnance d'Antoine de Lorraine du 10 janvier 1543 par laquelle le duc accorde une charte aux drapiers de Mirecourt dans laquelle on trouve une allusion à diverses foires dont une à “ Pouxey ” (ancienne orthographe Poussay) : 
« Nous ayant remontré qu’ils ont de coutume faire aussi bons et raisonnables draps qu’en aultres lieux de notre duché de Lorraine, leur permettons de faire choisir et nommer entre eux chaque année un maître des drapiers, qui aura et auquel donnons puissance et autorité d’icelui office faire exercer et accomplir en la façon et manière qui s’ensuit : les drapiers dudit Mirecourt se convoqueront et trouveront ensemble audit lieu à chacune fois qu'ils seront requis, pour faire aviser conjointement d’un d’entre eux, et le nommer qui soit propre, suffisant et idoine de porter et avoir ledit office de maître des drapiers, faire les visitations sur les drapiers des lieux qu’il appartient ez foires et marchés de Mirecourt, Darney, Pouxey, Bouzemont, Mattaincourt et autres lieux… ».
Les origines de la foire de Poussay semblent donc liées aux activités des marchands drapiers de Mattaincourt, Mirecourt et Poussay qui, après les tanneurs réputés à l'origine du développement de Mirecourt au Xe siècle, utilisaient l'eau du Madon pour le foulage des draps et se développaient aux XVe siècle et XVIe siècle en une puissante corporation qui cherchait à écouler une production en forte augmentation.

### DuXVIIesiècleauXXesiècle: une grande foire du cheval

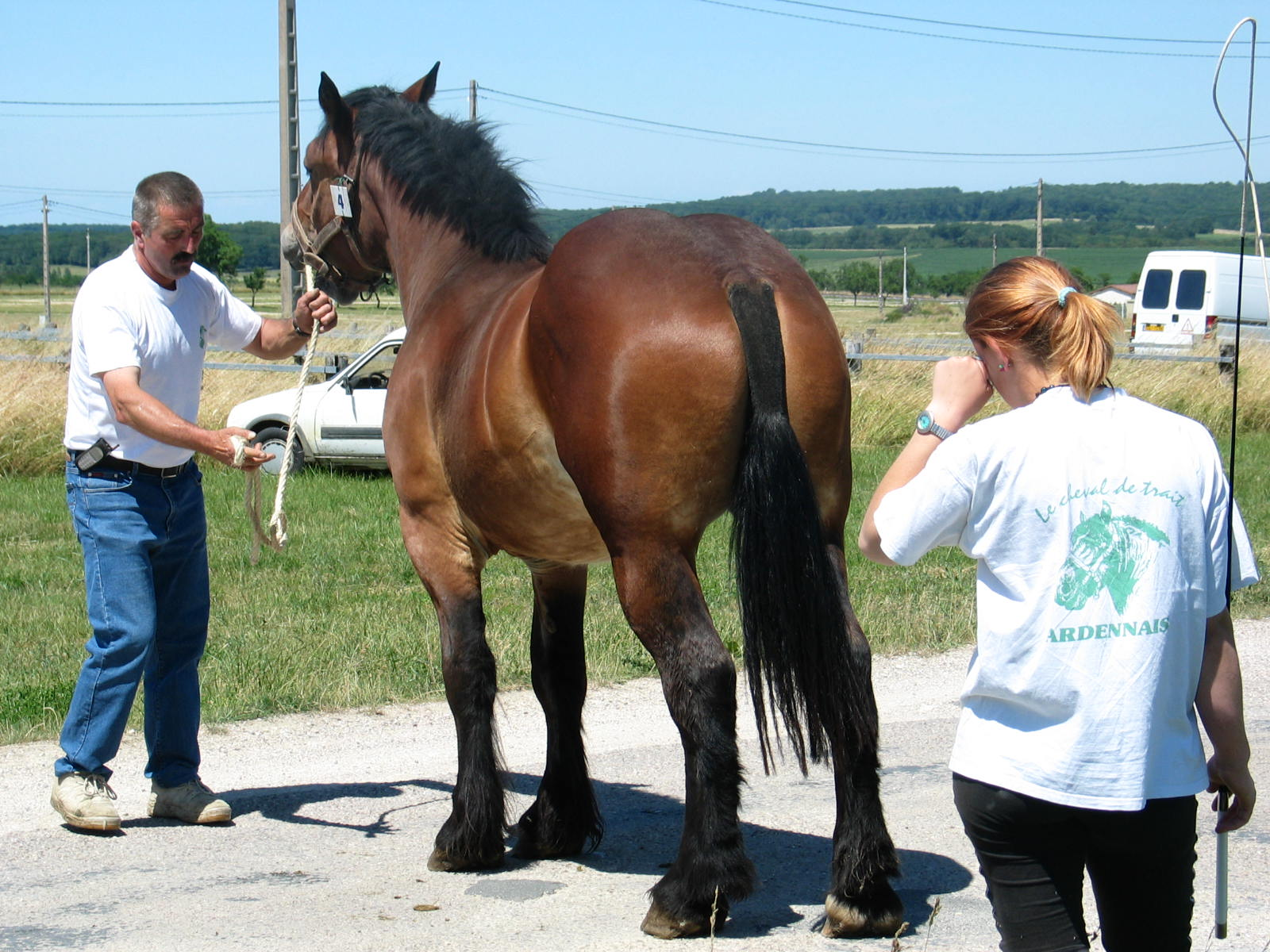
Concours de chevaux ardennais à la foire de Poussay en 1988

Mais si la foire de Poussay s'est maintenue jusqu'à nos jours alors que les autres ont disparu, c'est que s'y est très tôt ajouté une foire au bétail, et en particulier aux chevaux, associée aux ventes des tanneurs et artisans du cuir. C'est le cheval qui fera la réputation de la foire dans toute la Lorraine et au-delà, jusqu'à la Seconde Guerre mondiale.

## Accès
Par Mirecourt ou Ramecourt